# Roger Kerryn
Roger Kerryn (4 november 1925 – Tienen, 2 februari 2012) was een Belgische politicus. Hij was ruim twee decennia burgemeester van Hoegaarden.

## Carrière
In de gemeentepolitiek van Hoegaarden zetelde hij vanaf 1959 in de oppositie onder een liberaal gemeentebestuur. Beroepsmatig was Kerryn ambtenaar en hij was ook voorzitter van het Hoegaardense ACW. Bij de gemeenteraadsverkiezingen van 1970 was hij lijsttrekker voor de CVP. De partij won de verkiezingen en 1971 werd Kerryn voorgedragen tot burgemeester met een coalitie van CVP en BSP.
Bij de gemeentelijke fusies eind 1976 werden enkele grenswijzigingen doorgevoerd tussen de gemeente Hoegaarden en Tienen en zo verdwenen enkele gemeentelijke politici uit Hoegaarden, maar kon de partij zich wel versterken met politici uit de aangehechte deelgemeente Meldert. Bij nieuwe verkiezingen werd Kerryn burgemeester met een absolute meerderheid. Op nationaal gebied werd hij kabinetsmedewerker bij minister Mark Eyskens.
Hij bleef burgemeester tot 1992, toen hij werd opgevolgd door Frans Huon. Later kreeg hij de titel van ere-burgemeester in Hoegaarden. Hij overleed begin 2012 op 86-jarige leeftijd in het ziekenhuis van Tienen.